# Workingman's Blues
Workingman's Blues #2 är en låt skriven och framförd av Bob Dylan, släppt på albumet Modern Times 2006.
Låten har en slags lättjefull och långsam bluesstil och är nog den mest kända och bäst mottagna låten från albumet. Musikaliskt är låten lik "When the Deal Goes Down" på samma album.
Texten har många olika sidor. Några rader kan tyckas ha en politisk bakgrund medan andra är romantiska och skrivna till en kvinna. Det är dock oklart om refrängen syftar på Dylan själv eller en vanlig arbetare eller någon helt annan person helt och hållet. Men liksom så många andra Dylan-låtar kan texten bli tolkad på hur många olika sätt som helst.
Folk har hävdat att vissa rader från låten är plagiat. Bland annat menar vissa kritiker att raden ”Now the place is ringed with countless foes" är taget från poeten Ovidius rad "I'm barred from relaxation, in a place ringed by countless foes". Även raden "Tell me now, am I wrong in thinking, that you have forgotten me?" menar man är plagierad. Hur som helst är titeln på låten baserad på Merle Haggards Workin' Man's Blues och det är därför Dylan har lagt till "#2" efter namnet.